# Archytas flavifrons
Archytas flavifrons är en tvåvingeart som först beskrevs av Jaennicke 1867.  Archytas flavifrons ingår i släktet Archytas och familjen parasitflugor. Inga underarter finns listade i Catalogue of Life.